# 立山権現

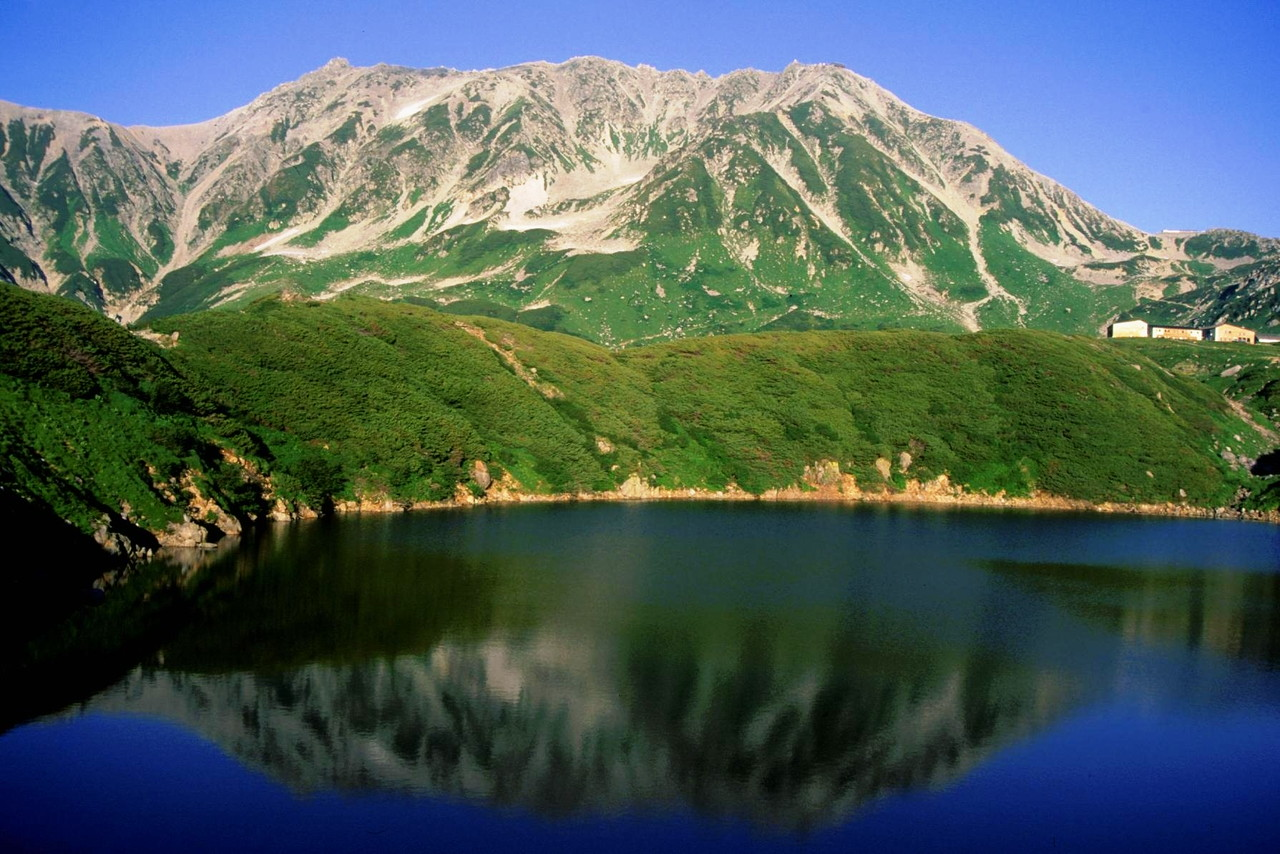
ミクリガ池から望む立山、右中央に室堂山荘

立山権現（たてやまごんげん）は、立山の山岳信仰と修験道が融合した神仏習合の神であり、阿弥陀如来を本地仏とする。

## 概要
大宝元年（701年）、佐伯有頼（慈興）が立山で鷹狩りをしている時に、阿弥陀如来の垂迹である熊の神験に遭ったのが立山権現の由来であり、修験道場としての立山の開山と伝承される。
大宝3年（703年）3月15日に、教興上人に立山で示現した十二所権現が祀られ、一社は無量光仏（阿弥陀如来）の垂迹神、二社は無辺光仏の垂迹神 、三社は無礙光仏の垂迹神 、四社は無対光仏の垂迹神、五社は炎王光仏の垂迹神、六社は清浄光仏の垂迹神、七社は歓喜光仏の垂迹神、八社は智恵光仏の垂迹神、九社は不断光仏の垂迹神、十社は難思光仏の垂迹神、十一社は無称光仏の垂迹神、十二社は超日月光仏の垂迹神として信仰された。
江戸時代には芦峅衆徒によって、立山権現信仰が全国に広められた。

## 神仏分離・廃仏毀釈
明治維新による神仏分離・廃仏毀釈によって、修験道に基づく立山権現は廃された。明治2年（1869年）、芦峅寺・岩峅寺は廃寺に追い込まれ、雄山神社に強制的に改組された。また、立山修験道の布橋大灌頂や立山権現信仰の布教が禁じられた。